# Тихомир (князь)
Тихомир або Тихомерій — князь (воєвода) Волощини наприкінці ХІІІ — на початку XIV століть. Був наступником князя Бербата та попередником і батьком Басараба I, який став першим незалежним воєводою Волощини.

Придунайські князівства в 13 столітті

Відомостей про його діяльність збереглося дуже мало. Після 1278-х років змінив князя Бербата й став правителем Волощини. Здобув незалежність від угорського королівства, яке до цього захопило ці землі. Правитель феодального державного утворення на півдні Карпат.
Згідно з літописними відомостями, Тихомир був одружений з Ганною, донькою князя Литовоя.
Ймовірно, Тихомир є «володарем Волощини», згаданий хроністом Оттокаром як союзник Трансильванського воєводи Ласло Кана в боротьбі за угорський престол.
Згадується у грамоті угорського короля Карла I 26 листопада 1332 р. У документі йдеться що «схизматик (православний) Басараб, син Токомерія, наш нелояльний волох» («Basarab, filium Thocomerii, scismaticum, infidelis Olahus Nostris»).
Князь Тихомир був слов'янського походження та спорідненим з династією раніше владущих князів Литовоя і Сенеслава. Легендарний родоначальник династії Басарабів. Також існують болгарська, румунська, половецька версії його походження.
Дата смерті невідома. Його наступником був його син Іван Басараб І.